# Jümme-Triathlon

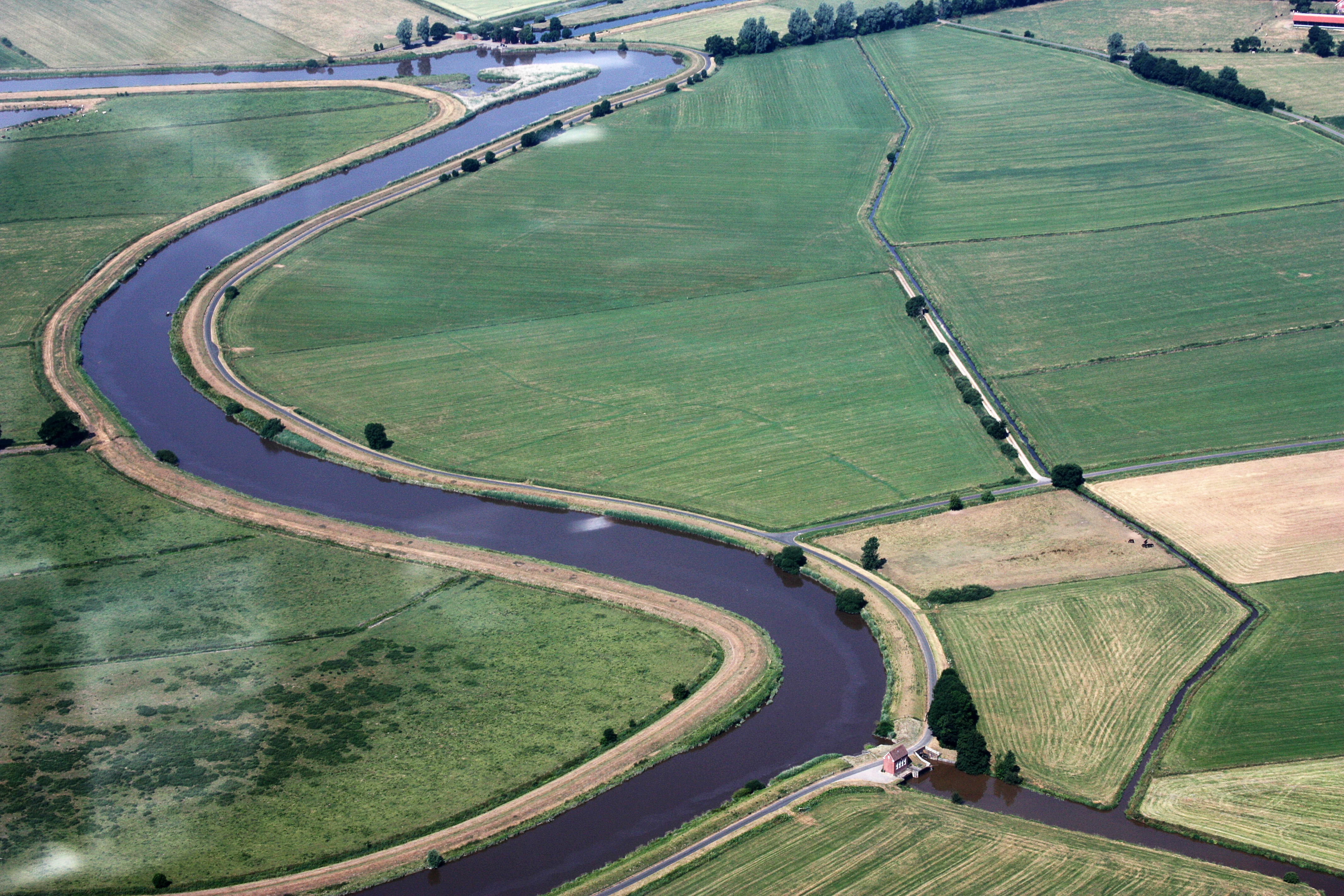
Luftbild der Jümme

Mit Jümme-Triathlon wird eine lose Serie von Triathlon- und Duathlon-Wettkampfveranstaltungen bezeichnet, die in Detern zugehörig zur Samtgemeinde Jümme in Ostfriesland seit 1990 über verschiedene Distanzen ausgetragen werden.

## Geschichte
1993 fand hier ein Rennen der Duathlon Deutschland Cup Serie statt und mit dem Jümme-Man wurde 1993, 1994 und 1995 ein Triathlon auf der Ironman-Distanz (3,86 km Schwimmen, 180,2 km Radfahren und 42,195 km Laufen) ausgetragen.
1994 wurden hier von der Deutschen Triathlon Union (DTU) die Triathlon-Meisterschaften auf der Langdistanz ausgetragen.
1995 wurde hier die Europameisterschaft über die Ironman-Distanz ausgetragen. Matthias Klumpp und Ines Estedt konnten sich die Titel sichern.
Am 6. Juli 2014 fand hier der 21. Enova Ostfriesland Triathlon unter der Gesamtleitung von Edzard Wirtjes statt. Es wurden Volks- (0,5 km Schwimmen, 20 km Radfahren und 5 km Laufen), Sprint- und Staffelwettbewerbe angeboten. Seit 2015 wird mit neuem Sponsor der S.O. Medien Triathlon Ostfriesland ausgetragen.
Eine für den 30. Juni 2019 angekündigte Austragung als „Hafenbude Triathlon“ wurde abgesagt.

## Ergebnisse (Auswahl)
| Datum/Jahr     | Rennen                                                   | Männer          | Männer           | Männer            | Frauen          | Frauen           | Frauen          |
| Datum/Jahr     | Rennen                                                   | Erster Platz    | Zweiter Platz    | Dritter Platz     | Erster Platz    | Zweiter Platz    | Dritter Platz   |
| -------------- | -------------------------------------------------------- | --------------- | ---------------- | ----------------- | --------------- | ---------------- | --------------- |
| 1. August 2018 | S.O. Medien Triathlon Ostfriesland                       | Jesse Hinrichs  | Nicholas Lembcke | Thomas Stoll      | Kerstin Stoll   | Maike Franken    | Luisa Kisch     |
| 9. Juli 2017   | S.O. Medien Triathlon Ostfriesland                       | Julian Sorge    | Reinke Eiben     | Matthias Heinken  | Maike Terveer   | Ann Gela Ukena   | Britta Hinrichs |
| 10. Juli 2016  | S.O. Medien Triathlon Ostfriesland                       | Heere Eilerts   | Sören Thomalla   | Bernd Löffelbein  | Ann Gela Ukena  | Katja Reuschlein | Antje Günthner  |
| 12. Juli 2015  | S.O. Medien Triathlon Ostfriesland                       | Thomas Walther  | Jamal Frerichs   | Kilian Borowiak   | Ann Gela Ukena  | Maike Franken    | Bianca Jütting  |
| 6. Juli 2014   | Enova Ostfriesland Triathlon                             |                 |                  |                   |                 |                  |                 |
| 27. Juli 2003  | Sparkassen-Triathlon (olympische Distanz)                | Frank Groen     |                  |                   | Vidina Cabrera  |                  |                 |
| 1996           | Ostfriesland Ultratriathlon Jümme                        |                 |                  |                   |                 |                  |                 |
| 1995           | Jümme-Man                                                |                 |                  |                   |                 |                  |                 |
| 1995           | ETU-Langdistanz-Europameisterschaft                      | Matthias Klumpp | Dirk Van Gossum  | Rolf Lautenbacher | Ines Estedt -2- | Ute Mückel       | Ada van Zwieten |
| 1994           | Jümme-Man                                                |                 |                  |                   |                 |                  |                 |
| 8. August 1994 | DTU Deutsche Triathlon-Meisterschaft auf der Langdistanz | Dirk Schneider  | Ingo Frantzki    | Matthias Klump    | Ines Estedt     | Wiegand          |                 |
| 31. Juli 1993  | Jümme-Man                                                |                 |                  |                   |                 |                  |                 |
| 17. Juni 1990  | Emsland-Triathlon                                        |                 |                  |                   |                 |                  |                 |